# Yonas Kifle
Yonas Kifle (né le 24 mars 1977 à Adi-Bilay) est un athlète érythréen, spécialiste du fond et du marathon.
Il bat le record national lors de son début sur marathon à Amsterdam en 2007 (5e).

## Palmarès
- 2002
  - 1er de la Cursa de Bombers en 28 min 29 s
- 2007
  - 5e du Marathon d'Amsterdam
- 2010
  - 9e du Marathon de Londres en 2 h 14 min 39 s